# Frans (namn)
Frans och Franz är två namn som förekommer både som förnamn och som efternamn. De har på svenska sammanfallande uttal, medan det tyska uttalet av Franz motiverar stavningsvarianterna Frants och Frantz. Som förnamn är de mansnamn och kortformer av det latinska Franciscus eller italienska Francesco, ursprungligen ett tillnamn med betydelsen 'den franske' eller 'fransman'. Namnet finns i en lång rad språkliga varianter, som i svenska översättningar av furstenamn återges som Frans.
Till varianterna  hör utom det tyska Franz, bland annat de engelska Francis och Frank, det franska François, det italienska Francesco. det spanska och portugisiska Francisco och det ungerska Ferenc. Den svenska formen Frans förekommer också på nederländska.
Den 31 december 2014 var följande antal personer bosatta i Sverige med namnformerna (tal i parentes avser personer med namnet som första förnamn):
- Frans: förnamn 6917 (2377), efternamn 57
- Franz: förnamn 1613 (502), efternamn 112
- Frantz: förnamn 39 (11), efternamn 193
- Frants: förnamn 10 (7), efternamn 7

Totalt blir detta, som förnamn 8579 (2899), som efternamn 369 personer.
Förnamnet hade sin högsta frekvens i Sverige runt förra sekelskiftet, men har aldrig varit något riktigt modenamn. År 2003 fick 155 pojkar namnet, varav 44 fick det som tilltalsnamn. 
Namnsdag i Sverige: 4 oktober (sedan mitten av 1700-talet). I den finlandssvenska namnsdagslängden har Frans namnsdag 4 oktober sedan starten 1929, då en egen namnsdagskalender togs i bruk för finlandssvenskar.

## Personer med förnamnet Frans eller Franz
- Frans, svensk-dansk-norsk prins (1497-1511), son till kung Johan II
- Franz Beckenbauer, ("Kaiser Franz"), västtysk fotbollsspelare
- Franz Brorsson, svensk fotbollsspelare
- Franz Burgmeier, liechtensteinsk fotbollsspelare
- Frans G Bengtsson, svensk författare, lyriker och översättare
- Franz Berwald, svensk tonsättare
- Franz Bibfeldt, fiktiv teolog
- Frans Bruggen, nederländsk dirigent och blockflöjtist
- Franz Ferdinand, österrikisk ärkehertig
- Frans Frise, svensk friidrottare
- Franz Göring, tysk skidåkare
- Franz Halder, tysk general
- Frans Hals, nederländsk målare
- Frans Hedberg, svensk författare och teaterman
- Frans Jeppsson Wall, svensk sångare - ofta bara kallad Frans
- Franz Jonas, österrikisk politiker, förbundspresident 1965-1974
- Franz Kafka, tjeckisk-österrikisk författare
- Franz Klammer, österrikisk alpin skidåkare
- Frans Nilsson, svensk socialdemokratisk tidningsman
- Frans Orbell, svensk kommunalborgmästare
- Franz von Papen, tysk politiker, rikskansler
- Frans Persson, gymnast, OS-guld i truppgymnastik 1920
- Frans Schartau, svensk grosshandlare
- Franz Schädle, tysk SS-Obersturmbannführer
- Franz Schädler, liechtensteinsk fotbollsspelare
- Franz Schädler, liechtensteinsk skidåkare
- Franz Schubert, österrikisk tonsättare
- Frans Eemil Sillanpää, finländsk författare, mottagare av Nobelpriset i litteratur 1939
- Franz Werfel, österrikisk författare
- Franz Vranitzky, österrikisk politiker, förbundskansler 1986-1997

### Tyska furstar
- Frans I (tysk-romersk kejsare)
- Frans II (tysk-romersk kejsare)

- Franz, hertig av Bayern
- Frans av Liechtenstein
- Frans I av Liechtenstein
- Frans Josef I av Liechtenstein
- Frans Josef II av Liechtenstein
- Frans de Paula av Liechtenstein
- Frans Fredrik av Sachsen-Coburg-Saalfeld
- Frans Albrekt av Sachsen-Lauenburg
- Franz I av Sachsen-Lauenburg
- Franz, hertig av Teck

- Frans Josef I av Österrike
- Frans Karl av Österrike
- Franz Ferdinand, österrikisk tronföljare

### Italienska furstar
- Frans I av Bägge Sicilierna
- Frans II av Bägge Sicilierna
- Frans III av Modena
- Frans V av Modena
- Frans Hyacinth av Savojen

### Franska furstar
- Frans Hercule av Anjou
- Frans av Bourbon-Vendôme
- Frans I av Bretagne
- Frans II av Bretagne
- Frans I av Frankrike
- Frans II av Frankrike
- Frans I av Lothringen
- Frans II av Lothringen
- Frans av Navarra

### Ungersk furste
- Frans II Rákóczy

### Helgon
- Franciskus av Assisi
- Frans av Sales
- Frans Xavier

### Fiktiva personer med förnamnet Frans eller Franz
- Busen Frans. Mobbar huvudpersonen i Hjalmar Söderbergs kortroman Martin Bircks ungdom från 1901.[4]
- Franz Biberkopf, huvudperson i Alfred Döblins roman Berlin Alexanderplatz från 1929.[5]
- Franz Sanchez , huvudskurken i Bondfilmen  Tid för hämnd  , ifrån 1989

## Personer med efternamnet Franz eller med liknande namn
- Adolph Franz (1842–1916), rysk romersk-katolsk teolog, redaktör och politiker
- Adrienne Frantz (född 1978), amerikansk skådespelare
- Agnes Franz (1794–1843), tysk författare
- Dennis Franz (född 1944), amerikansk skådespelare
- Hermann Franz (1891–1969), tysk SS-man och polisgeneral
- Ignaz Franz (1719–1790), tysk katolsk präst och psalmförfattare
- Joe Frans (född 1963), svensk politiker, socialdemokrat
- Johannes Franz (1804–1851), tysk filolog
- Julius Franz, flera personer
  - Julius Franz (astronom) (1947–1913), tysk astronom
  - Julius Franz (bildhuggare) (19247–1887), tysk bildhuggare
- Karin Franz Körlof (född 1096), svensk skådespelare, dramatiker och regissör
- Karl Franz, flera personer
  - Karl Franz (organist) (född 18437–1899), tysk musiker och filantrop
- Kurt Franz  (1914–1998), tysk SS-man och krigsförbrytare
- Marie-Louise von Franz (1915–1998), analytisk psykolog och författare
- Max Franz (född 1989), österrikisk alpin skidåkare
- Pavel Frants (född 1968), sovjetisk/rysk bandyspelare
- Raymond Franz (19227–2010), amerikansk författare,  tidigare central medlem av Jehovas vittnen
- Robert Franz (1815–1892), tysk tonsättare
- Rudolph Franz (1826–1902), tysk fysiker
- Stephan Franz (1785–1855), österrikisk tonsättare